# Alexis Hinsberger
Pour les articles homonymes, voir Étienne Hinsberger.
Alexis Hinsberger, né Alejo Thomas Hinsberger Martínez et appelé Aleix Hinsberger en Catalogne, est un peintre, dessinateur, graveur, lithographe, illustrateur et sculpteur français d'origine espagnole, né à Carthagène (région de Murcie, Espagne) le 18 septembre 1907, mort au Kremlin-Bicêtre (Val-de-Marne) le 6 janvier 1996. 

## Biographie

### Espagne, 1907-1937

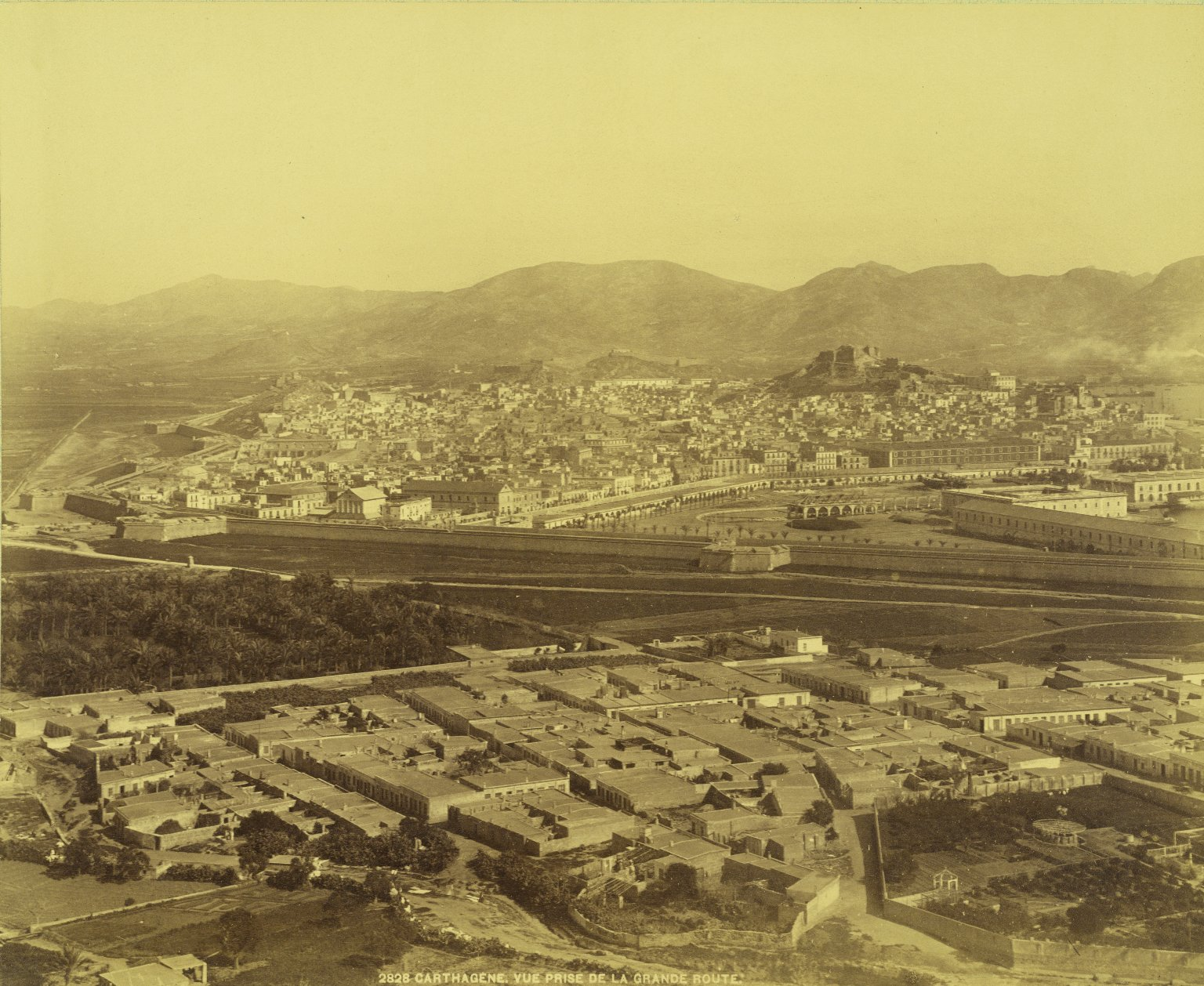
Carthagène vers 1900

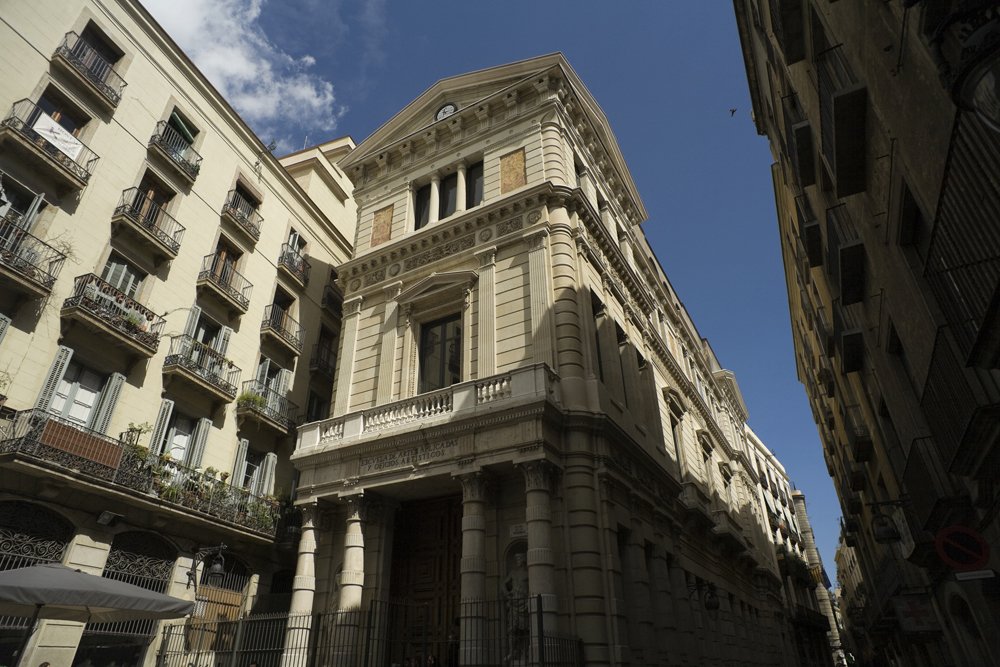
Barcelone, école des beaux-arts de la LLotja

Né à Carthagène en 1907 de père lorrain et de mère andalouse. Alexis Hinsberger, a 10 ans lorsque sa famille part s'installer à Barcelone. Dès son plus jeune âge, il montre un intérêt et une grande habileté pour le dessin et la peinture.
Son père, graveur sur verre, lui apprend l'art de travailler le cuivre et le cristal et, à son décès, Alexis lui succédera, en terminant la gravure du service de verres du roi d'Espagne, Alphonse XIII.
Après avoir effectué ses études durant quatre années à l'École des beaux-arts de la Llotjta et fréquenté le Cercle artistique de San Lluc à Barcelone, Alexis Hinsberger, alors installé au n°41 de la calle Finlandia , donne des conférences (on retient Le Surréalisme, la décadence de l'art en mai 1935) dans le cadre des l'école du soir du centre de documentation historique et social Ateneo Enciclopédico Popular (es) et exécute en 1936 plusieurs affiches lithographiques militantes pour la Confédération nationale du travail et la Fédération anarchiste ibérique,. En 1937, il est rapatrié par l'armée française et met à l'abri sa famille en raison de ces affiches témoignant de son implication dans la lutte contre le gouvernement franquiste et dans la guerre civile espagnole. Il s'installe alors à Paris.

### France, 1937-1996

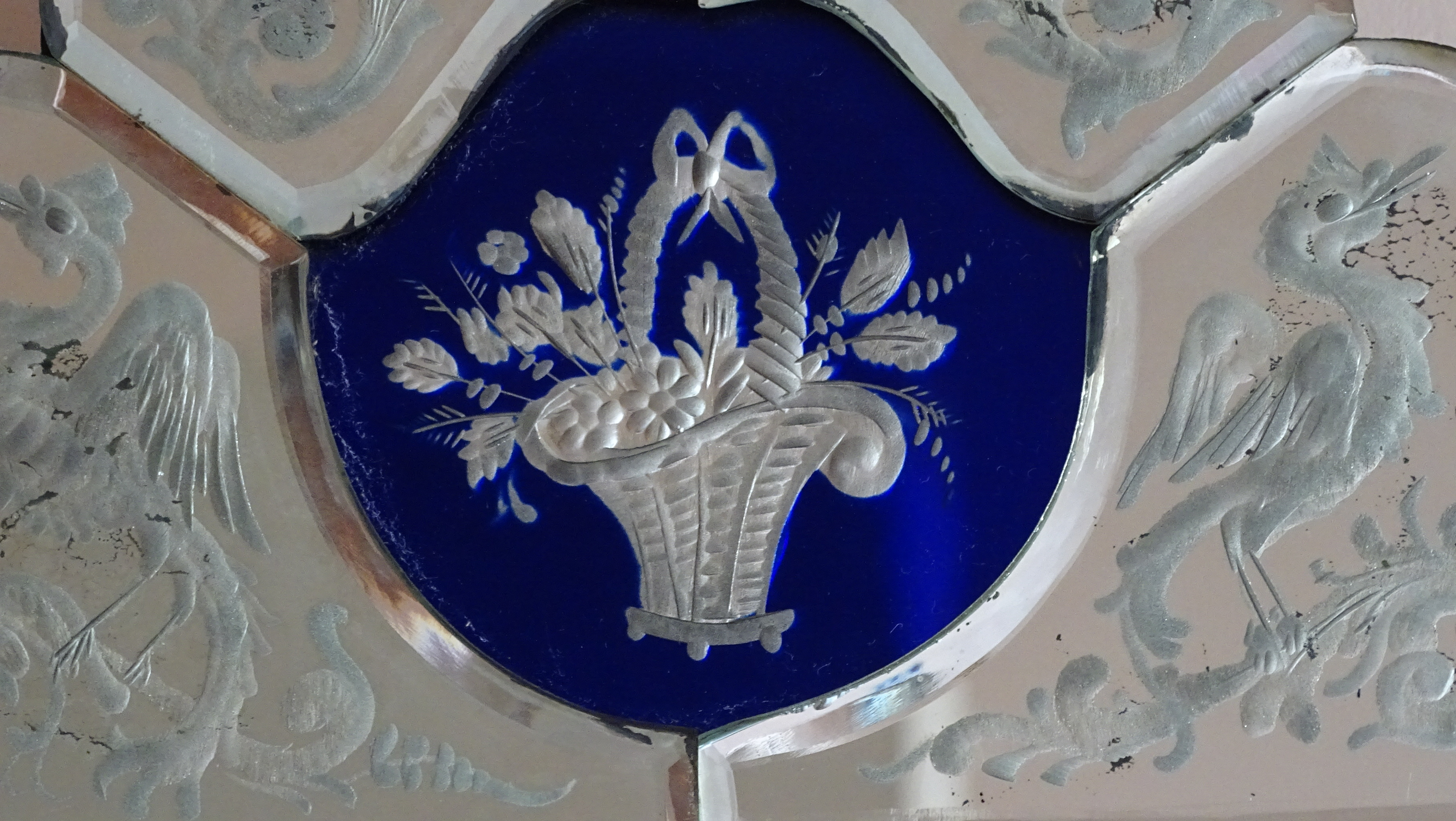
Alexis Hinsberger, gravure sur verre

En 1938, Alexis Hinsberger effectue son service militaire au Mans. Après l'armistice du 17 Juin 1940, il demeure à Paris pour reprendre dans un premier temps son activité de graveur sur miroir que sa participation à l'Exposition nationale du travail en 1939 a récompensée de la distinction de Meilleur ouvrier de France. 
En 1947, il s'installe comme miroitier d'art au 110, rue Jean-Pierre-Timbaud dans le 11e arrondissement de Paris. C'est en déménageant son atelier en 1970 au 9, rue Émile-Lepeu qu'Alexis Hinsberger se consacrera définitivement à ses deux passions, la peinture et la sculpture.   
Citant Vélasquez et Goya comme ses premières influences et Rembrandt comme son véritable maitre spirituel, Alexis Hinsberger va alors, par sa peinture et ses dessins, se situer dans le courant expressionniste, Jean-Pierre Chopin, préférant même évoquer un « baroquisme » qui trouve tout naturellement sa source dans les racines espagnoles de l'artiste : « Hinsberger sait que tout dans la création n'est pas humainement beau, que le laid y existe à côté du beau, le difforme près du gracieux, le grotesque au revers du sublime, le mal avec le bien, l'ombre avec la lumière. C'est dans le respect de cette dichotomie naturelle, de cette féconde union de l'énorme et de la finesse, que naît son génie qui l'apparente sans conteste à l'esprit d'un Victor Hugo ou d'un Baudelaire »

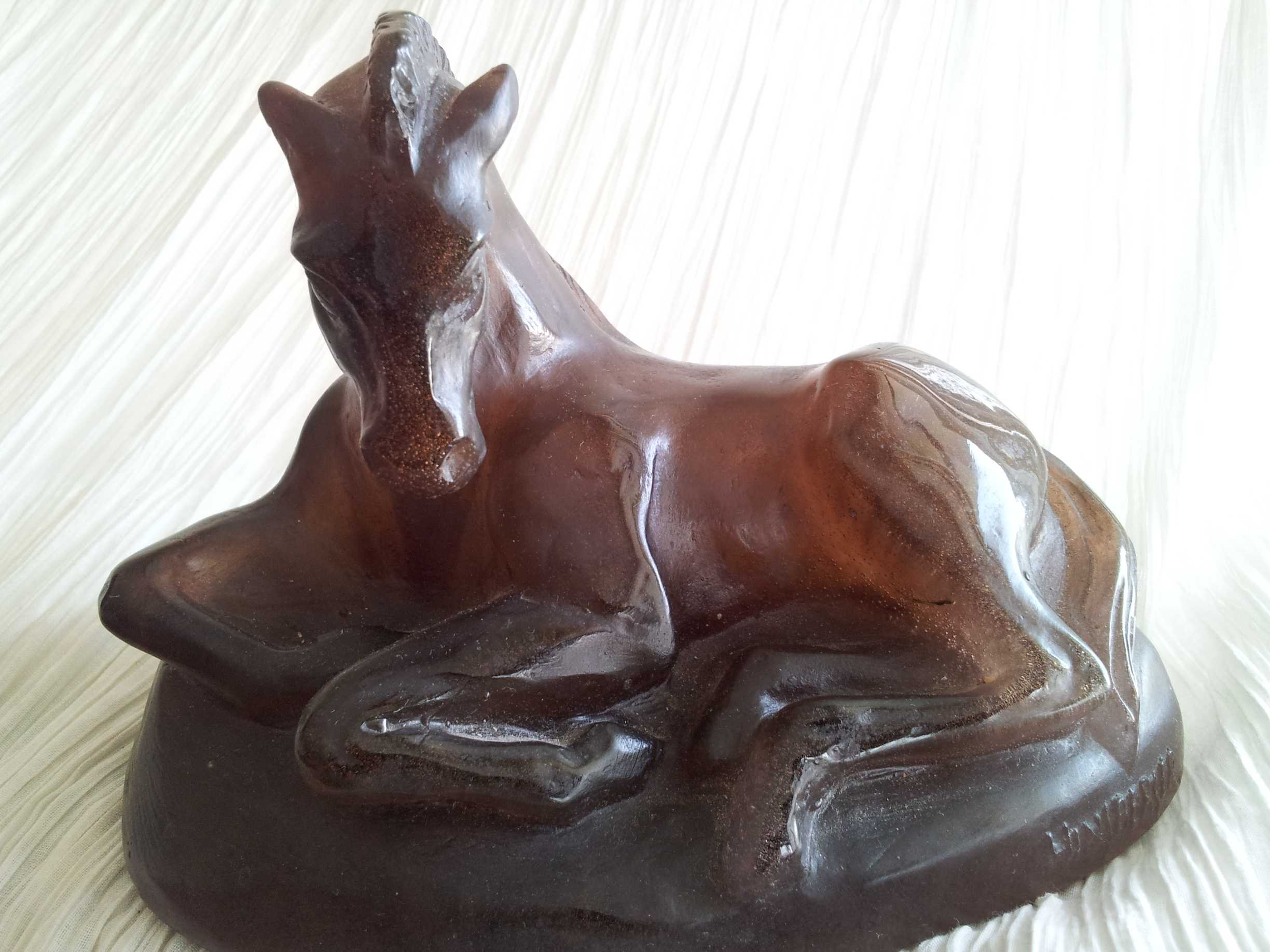
Alexis Hinsberger, Cheval, pâte de verre.

De nombreuses expositions auront lieu dans des galeries en France et dans le monde. Dans les années 1970, il crée de nombreuses sculptures en pâte de verre pour la cristallerie Daum et, grand admirateur de Gustave Doré, il travaille également dans le domaine de l'illustration bibliophilique en collaborant à de nombreuses publications.  
Durant toutes ces années, il enseigne le dessin et la sculpture aux ateliers de l'Union des artistes à Ivry-sur-Seine, adhérant à l'Association des artistes et des intellectuels espagnols en France.

### Mort et postérité

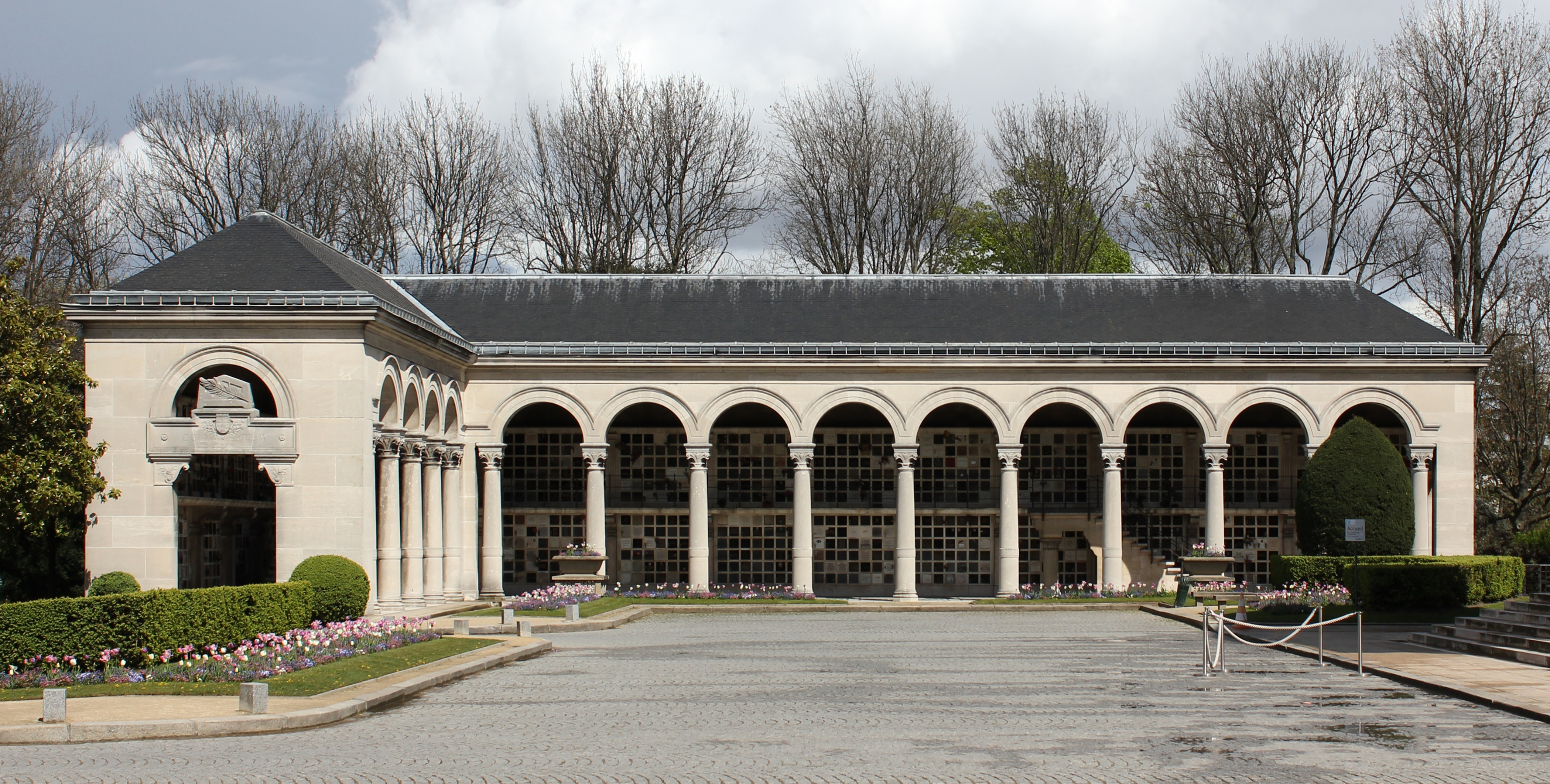
Paris, Père-Lachaise, columbarium de la 87e division

Les cendres d'Alexis Hinsberger, décédé le 6 janvier 1996, reposent en la niche funéraire n° 10.244, ornée de son effigie et d'une palette de peintre, au columbarium de la 87e division du cimetière du Père-Lachaise,.
S'il demeure reconnu en France où Marcel Achard, Maurice Genevoix, Emmanuel Roblès et Jean Dutourd ont préfacé en des textes élogieux ses catalogues d'expositions, si par son appartenance à l'Association des artistes et des intellectuels espagnols en France il a conservé depuis Paris des liens permanents avec l'Espagne où son nom a figuré dans de grandes expositions, l'historicité d'Alexis Hinsberger dans son pays natal, constate l'historien d'art de l'Université de Saragosse Rubén Pérez Moreno en 2019, n'est pourtant encore exclusivement perçue qu'au travers des six affiches de la guerre civile (es) qu'il y a lithographiées et signées Aleix Hinsberger en 1936,, comme si la césure opérée par son départ de 1937 lui valait dans la conscience collective « une mise à l'écart de l'imaginaire culturel, un complet ostracisme ». Si un enjeu identitaire, dans le cadre de la politique culturelle menée en Espagne à partir de 1990, a bien conduit à une réappropriation intellectuelle par leur communauté natale de peintres de l'École espagnole de Paris, y resituant en figures emblématiques de l'art du XXe siècle Antoni Clavé en Catalogne, Eduardo Pisano en Cantabrie ou Juan Navarro Ramón dans la Communauté valencienne, le même phénomène ne s'est pas encore opéré quant à Alexis Hinsberger en région de Murcie. Purement et simplement, perçoit Rubén Pérez Moreno, la consonance germanophone du nom de l'artiste, à l'encontre de son tempérament expressionniste marqué par Goya, ne le projette pas avec immédiateté dans la culture espagnole et, revendique l'historien, ses écrits et conférences consacrés à l'artiste depuis 2017 ont vocation à faire mémoire, à combler cette absence.

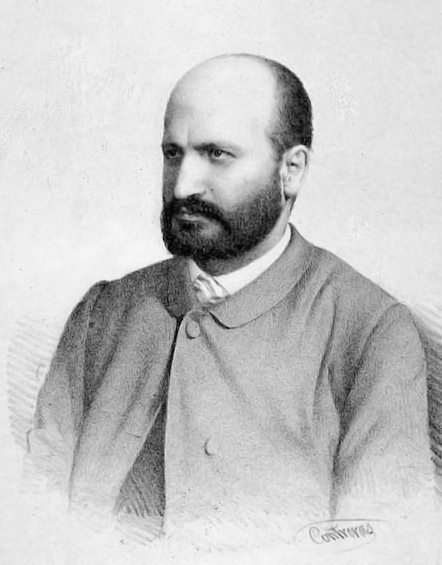
Pedro de Alarcón

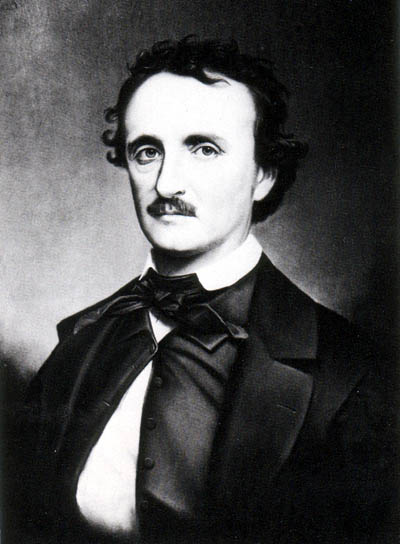
Edgar Allan Poe

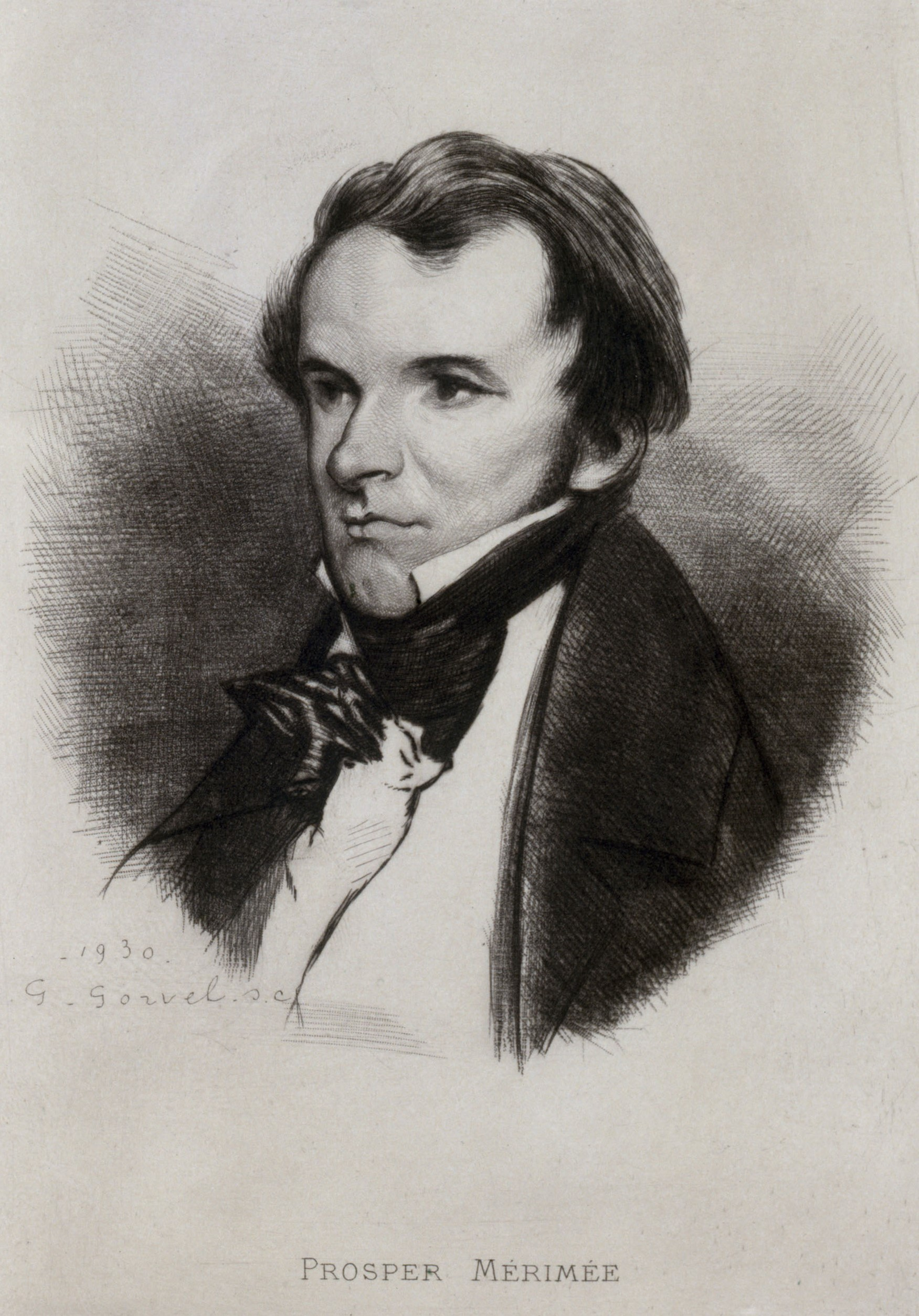
Prosper Mérimée

## Œuvres

### Contributions bibliophiliques
- Tran Van Tung (préface de Jean de la Varende, illustrations d'Alexis Hinsberger), La colline des fantômes - Contes du Vietnam, 990 exemplaires numérotés, éditions du Parc, Viry-Châtillon / imprimerie J.M. Monnerie, 1960.
- Album d'art - Nus d'Yves Brayer, Robert Coutre, Géo Le Campion, Alexis Hinsberger, Alfred Le Petit, Pino della Selva, Didier Raynal et Michel Tesmoingt - Douze études de nus (linogravures), édité par Didier Raynal, Luçon, sans date (vers 1960).
- Jean Coste (préface de Charles Vincent Aubrun, illustrations d'Alexis Hinsberger), Florilège espagnol, éditions du Parc, 1962.
- Laurent Causel, Ainsi vogue la galère, illustrations d'Alexis Hinsberger, éditions Serg, 1963.
- Henry Torrès (préface et commentaires de Pierre Mac Orlan), Notre Paris, illustrations d'Alexis Hinsberger, 4.000 exemplaires numérotés, éditions Serg, 1963.
- Pedro de Alarcón (traduction de Jean Babelon, illustrations d'Alexis Hinsberger), Le tricorne - El sombrero de Tres picos, éditions Serg, 1967.
- Edgar Allan Poe, Trois histoires extraordinaires, couverture d'Alexis Hinsberger, éditions Serg, 1973.
- Henry Meillant, Les contes de la terre, illustrations d'Alexis Hinsberger, Art et poésie, 1978.
- Kitty Arnault (préface de Jean-Michel Renaitour, illustrations d'Alexis Hinsberger), Sur les ailes du hasard, Presses du Monteil, Pessac, 1979.
- Gaston Bourgeois, Épaves, illustrations d'Alexis Hinsberger, éditions Gerbert, Aurillac, 1987.
- Prosper Mérimée, Carmen, 4 volumes, illustrations d'Alexis Hinsberger, 600 exemplaires numérotés, Société d'édition d'art impériale, 1993.
- Jean-Pierre Chopin, D'une voix discordante - Regards obliques sur notre monde, dessin de couverture d'Alexis Hinsberger, éditions L'Harmattan, 2014.

### Dessins de presse
Alexis Hinsberger a fourni des dessins pour Monteagudo - Revue de littérature espagnole publiée par l'Université de Murcie. Ils apparaissent dans les n°17 (première page, 1957), 21 (p. 16, 1958), 28 (première page, 1959), 46 (p. 63, 1967). 

## Expositions

### Expositions personnelles
- Galerie La Boétie, Paris, 1951.
- Galería Jardín, Barcelone, 1952.
- Alexis Hinsberger, ville de Carthagène (organisation : Eduardo Cañabate Navarro (es)),1961.
- Galerie Ror Volmar, Paris, juin-juillet 1966.
- Galería Grifé & Escoda, Barcelone, mai 1971[1].
- Alexis Hinsberger - Le cirque, Galerie Doucet-Coutureau, place Beauvau, Paris, 1973.
- Galerie Guigné, Paris, 1982.
- Galerie Nettis, Le Touquet, septembre 1986[6].
- Galerie Vauban, Dijon, novembre 1988.
- Galerie Dutilleul, Albi, octobre-novembre 1991.
- Galerie Spilliaert, Le Touquet, 1996.

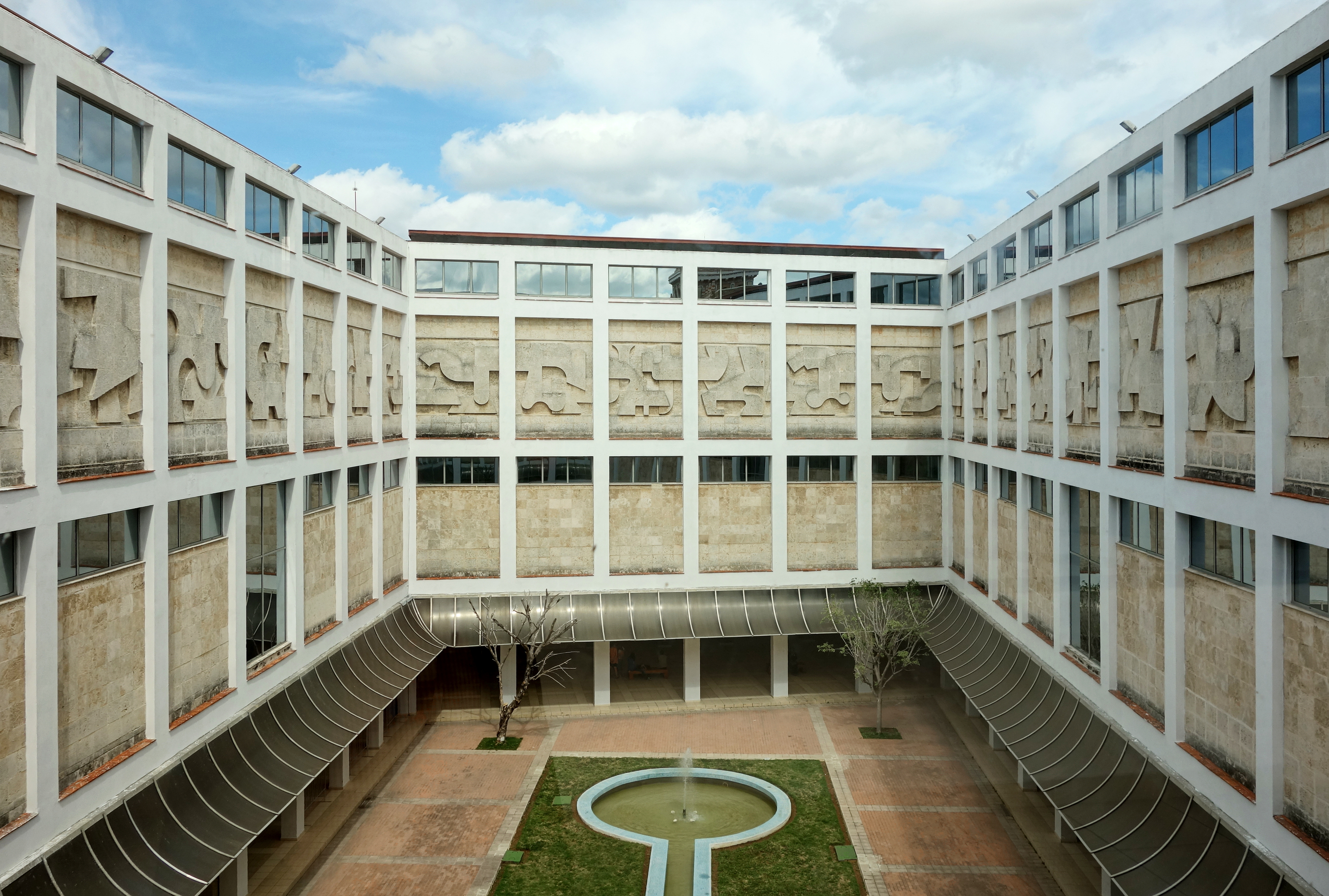
La Havane, Palais des beaux-arts de Cuba

### Expositions collectives

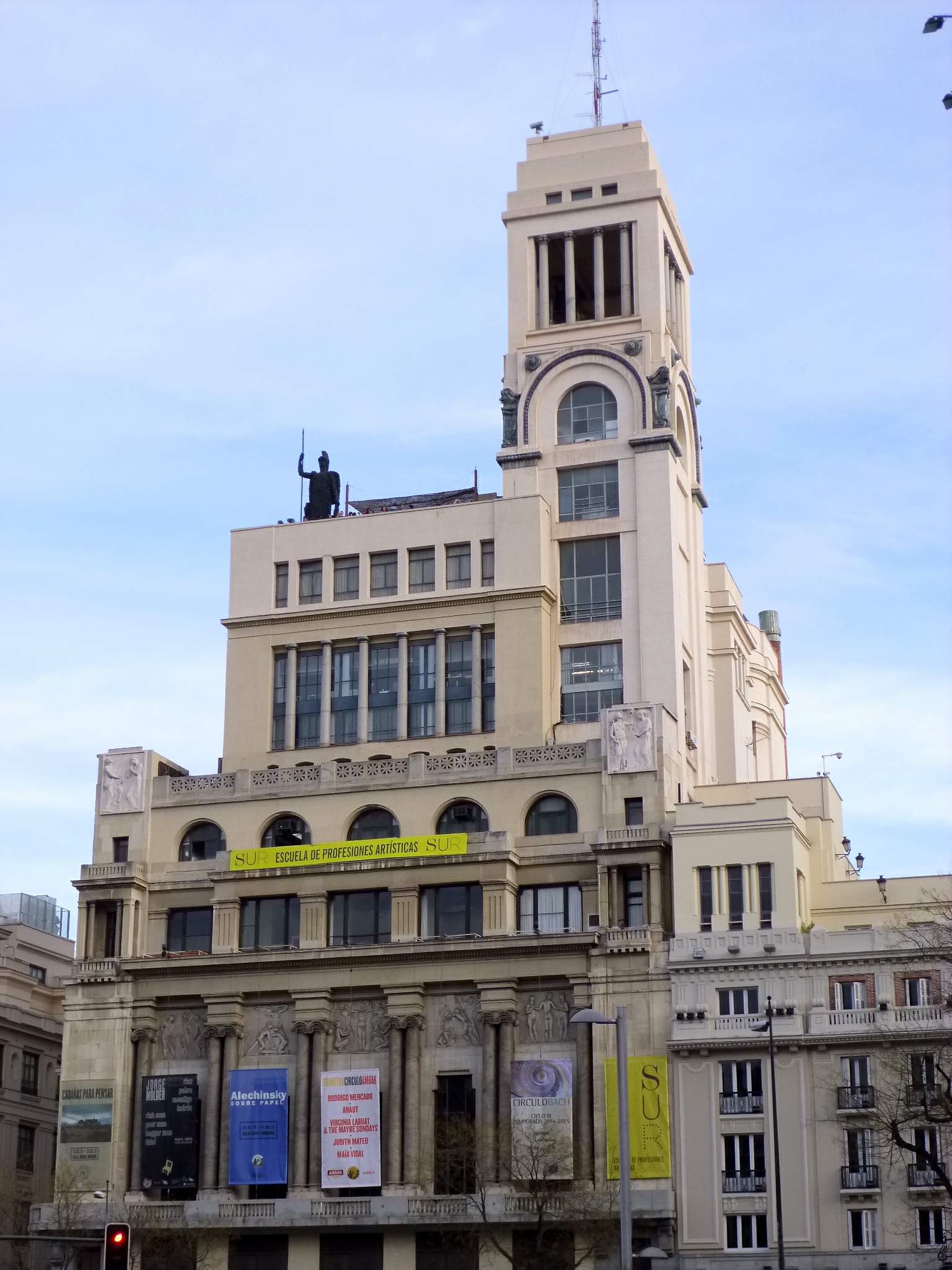
Madrid, Círculo de Bellas Artes

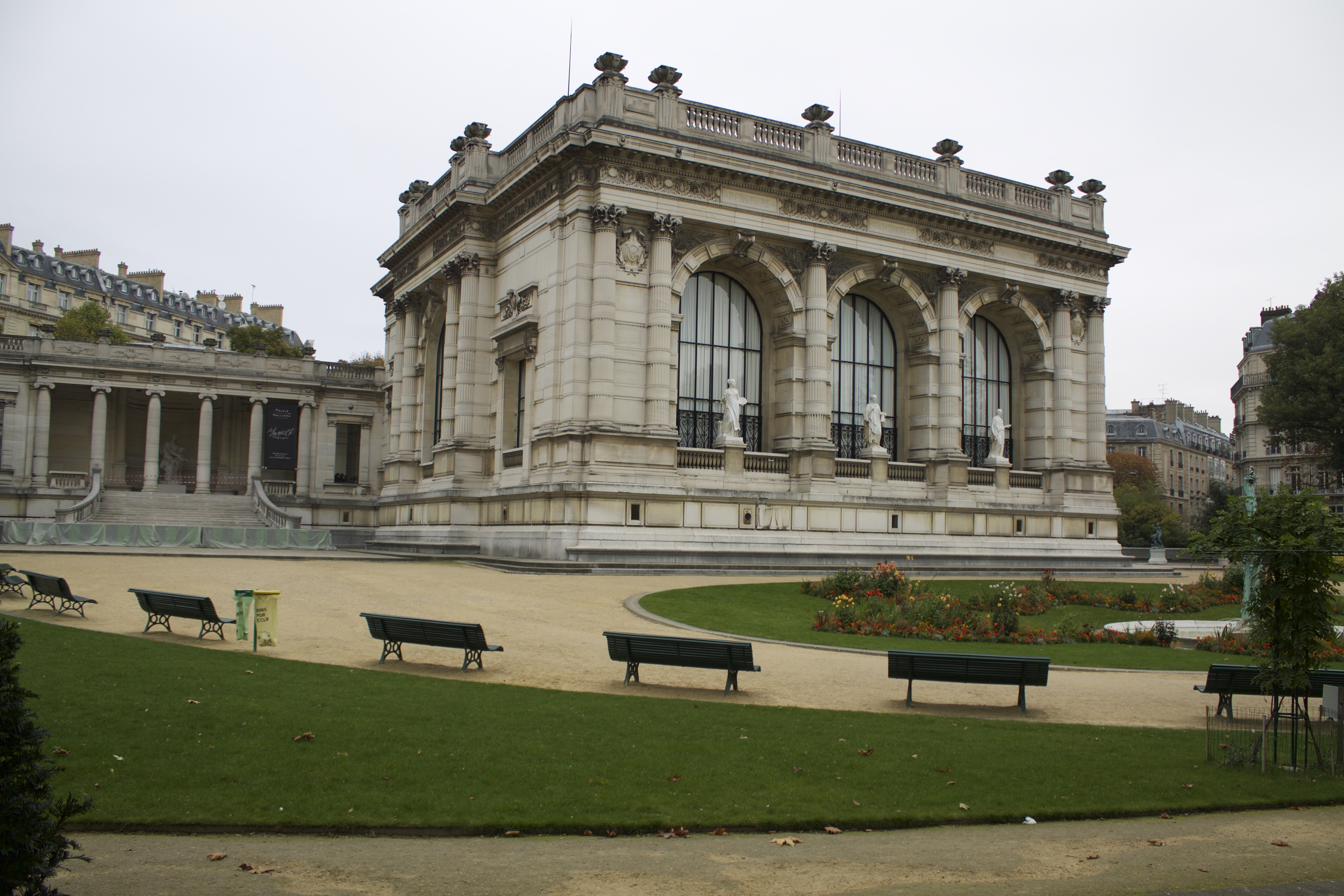
Paris, palais Galliera

- Salon d'art moderne - Exposition de printemps, Parc de Montjuïc, Barcelone, mai-juillet 1935[1].
- Œuvres de l'association des artistes et des intellectuels espagnols en France - Eleuterio Blasco Ferrer (es),Fabián de Castro (es), Juan Gris, Alexis Hinsberger, Tito Livio de Madrazo, Galerie La Boétie, Paris, février 1951[14],[1].
- Salon de l'art libre, Paris, juillet 1952 (« Les artistes espagnols à Paris »)[15], décembre 1952[1].
- IIe Biennale hispano-américaine d'art (ca), dite « Biennale des Caraïbes » - Mariano Andreu, Pere Créixams, Óscar Domínguez, Pedro Flores, Maria Girona, Emili Grau i Sala, Alexis Hinsberger, Celso Lagar, Ginés Liébana (es), Xavier Oriach, Xavier Valls, Alejo Vidal-Quadras, Carlos Sansegundo (es)…, palais des beaux-arts de Cuba, La Havane, mai-septembre 1954[16],[17],[18],[1].
- École espagnole de Paris, IIIe Biennale de Barcelone, septembre 1955 - janvier 1956[1].
- Hommage à Goya, Círculo de Bellas Artes, Madrid, 1955[1].
- Peintures et sculptures des artistes espagnols - Eleuterio Blasco Ferrer, Antoni Clavé, Pere Créixams, Óscar Domínguez, Pedro Flores, Pierre Garcia-Fons, Emili Grau i Sala, Alexis Hinsberger, Baltasar Lobo, Luis Molné, Ginés Parra, Joaquín Peinado, Eduardo Pisano, Andrés Segovia, Xavier Valls, Galerie Jacques Vidal, Paris, juin 1956[1],[19].
- Peintres contemporains - Eleuterio Blasco Ferrer, Emili Grau i Sala, Alexis Hinsberger, Galerie d'Argencon, Paris, janvier-février 1959[20].
- Première Biennale d'art contemporain espagnol - Eleuterio Blasco Ferrer, Pedro Flores, Emili Grau i Sala, Antonio Guansé, Alexis Hinsberger, Ismael de la Serna, José Palmeiro, Eduardo Pisano, Manolo Ruiz-Pipo, Javier Vilató, palais Galliera, Paris, mars 1968[21].
- Les peintres de la Galerie Nettis - Raymond Biaussat, Pierre Bisiaux, Pierre Duteurtre, Daniel Gélis, Claude Hémeret, Alexis Hinsberger, Éliane Thiollier, Félix Varla, Salon du Lions-Club d'Eu, chapelle des Jésuites, Eu (Seine-Maritime), mars-avril 1981.
- Salon des indépendants, Paris, 1984[22].
- Participations non datées : Salon d'automne, Salon Comparaisons, Salon des artistes français, Salon populiste[23], Salon de la Société nationale des beaux-arts, Paris[1].

## Citations

### Dits d'Alexis Hinsberger
- « La peinture n'est pas une discipline dans laquelle on peut avoir "fini" quelque chose. Le peintre qui croit être arrivé au sommet de son art n'atteint en fait que les débuts de sa propre dégénérescence. L'artiste doit être tout entier tendu vers un absolu, vers une vérité, vers sa vérité… Les toiles sont "cruelles" en ce sens qu'elles vous renvoient à vous-même, à votre lutte acharnée et infinie avec la matière. » - Alexis Hinsberger[5]

### Réception critique
- « On devine qu'Alexis Hinsberger est un homme de passion ; c'est l'homme des contrastes et des extrêmes qui a senti que la vérité devait sortir de leur rencontre, que par une mystérieuse alchimie, justement, les extrêmes se rejoignent et qu'à l'autre bout de l'obscurité il y a peut-être la clarté, que le bruit peut conduire au silence, le doute à la crédulité. Il fait comme la nature et mêle dans ses créations, sans pourtant les confondre, le corps à l'âme, la bête à l'esprit, le bouffon au tragique. Il semble qu'il y ait toujours un sourire derrière les larmes et une plus lourde résonance qui magnifie les scènes de joie… Dans un geste créateur puissant, Hinsberger triture la matière, réhabilite le grotesque et le difforme comme valeurs d'expression de la vérité. Car ce qui est vrai, c'est le défaut, le parfait n'habite pas la terre des hommes. Ce peintre sait tirer "les fleurs du mal", le beau de la laideur, l'éclat de l'ombre. Il déforme la stérile réalité qui ne parle pas pour lui faire dire la vérité. » - Jean-Pierre Chopin[6]
- « Les contrastes du clair-obscur donnent parfois un certain caractère pathétique à ses scènes populaires et ses paysages. » - Gérald Schurr[24]
- « Il peint surtout des comédiens, personnages du cirque, dans un caractère populiste, sous des éclairages accentuant l'opposition expressionniste des lumières et des ombres. » - Dictionnaire Bénézit[23]

## Collections publiques

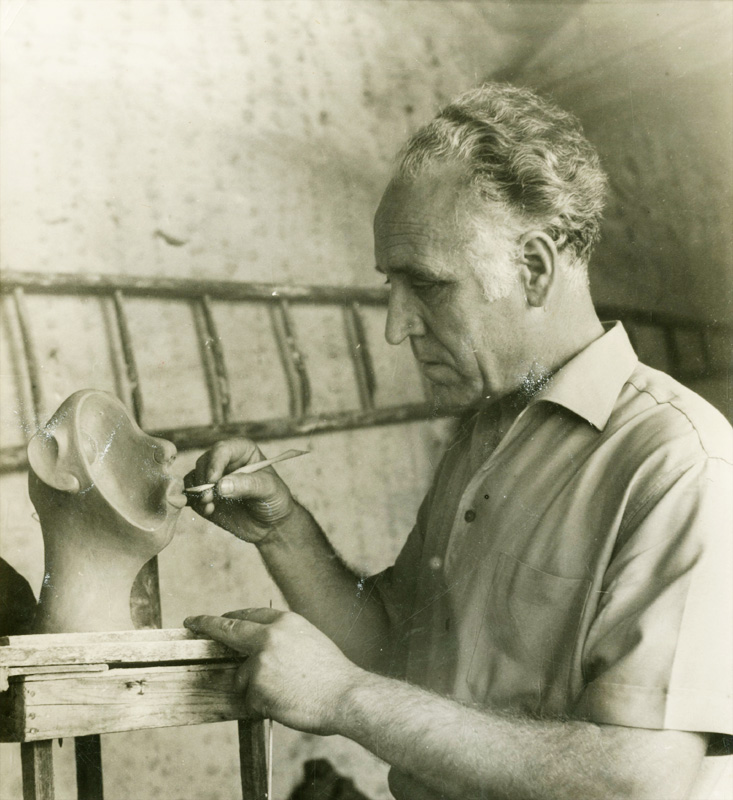
Eleuterio Blasco Ferrer

### Espagne
- Bibliothèque nationale d'Espagne, Madrid : 
  - ¡ Cuidado al hablar ! : la bestia acecha, affiche lithographique 100x70cm, C.N.T., vers 1936[2].
  - Don Quijote y los reos, dessin au fusain aquarellé sur carton 52x89cm, vers 1964.
  - Don Quijote - El carro de las cortes de la muerte, dessin, aquarelle et gouache sur papier 52x42cm, vers 1964.
- Museo de Molinos, Teruel, Gran amigo Blasco Ferrer (Portrait du sculpteur et peintre Eleuterio Blasco Ferrer (es), 1907-1993), huile sur toile 61x38cm, 1957[20],[1].

### France
- Musée d'Art moderne de Céret, Veaux, huile sur panneau 33x41cm, 1952.
- Département des estampes et de la photographie de la Bibliothèque nationale de France, Paris, Camarada en el trabajo, en la lucha - Une a tu voluntad la disciplina, affiche lithographique 100x70cm, C.N.T. - F.A.I., 1936[2].

### Fonds d'archives
- Archives Carlos Ruiz-Funes, Bibliothèque régionale de Murcie (es). Elles contiennent notamment la correspondance de 1961 entre Carlos Ruiz-Funes et Eduardo Cañabate Navarro (es) à propos de l'exposition Alexis Hinsberger à Carthagène, 26 lettres entre Carlos Ruiz-Funes et Alexis Hinsberger (dont évocations du séjour et du travail d'Hinsberger à Palma de Majorque en juillet-août 1967) et 21 cartes (1980) d'Alexis Hinsberger à Ana Puig (inventaire en ligne).